# 臺南市舊街名列表

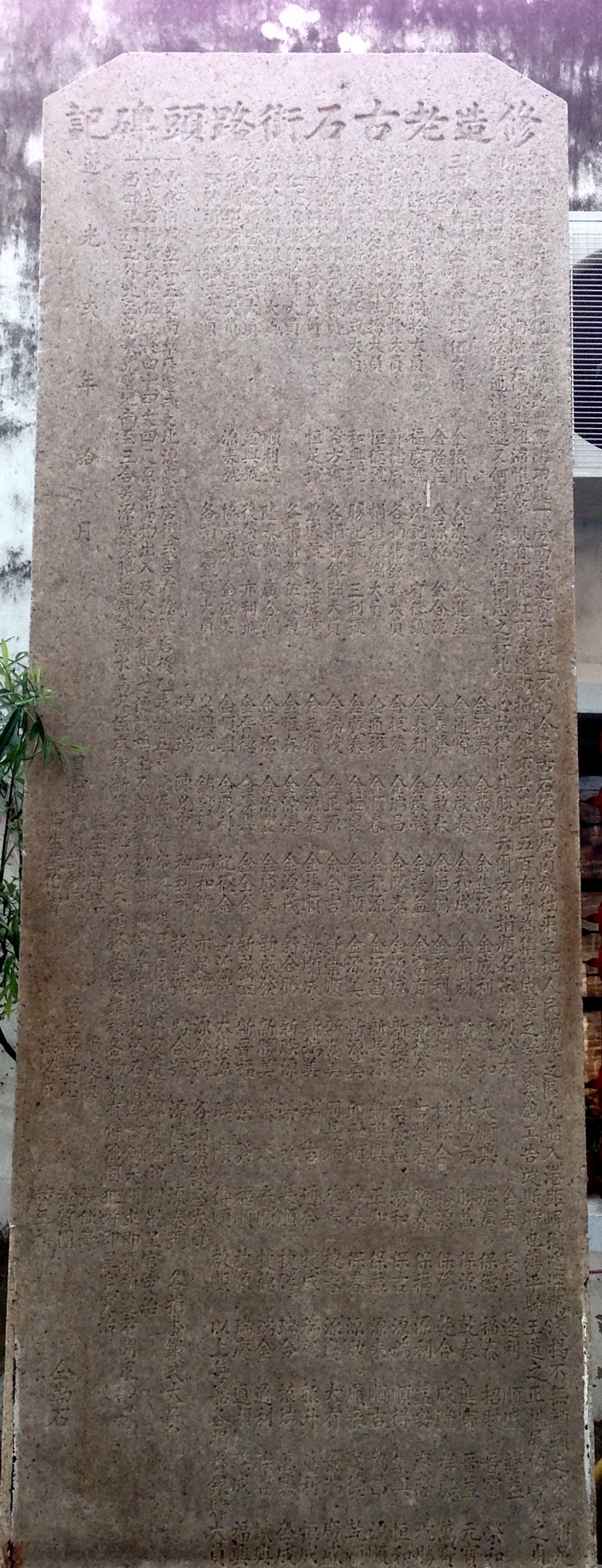
修造老古石街路頭碑記

臺南市舊街名列表，列出臺灣府城（即臺南城，今臺南市市中心）清代舊街名。

## 沿革
清康熙廿三年（1684年）《福建通志》中記載的府城街道有11條，到了康熙五十一年（1712年）的《重修臺灣府志》已經發展成15條街。而後在乾隆六年（1741年）的《重修福建臺灣府志》街道數增長到19條，乾隆廿七年（1762年）左右增長成45條。
由於日治時期都市計畫新闢幹道，多數街名現已編為幹道的巷弄（例如七娘境街，現為中山路79巷），少數街名已整併賦與新名（例如抽簽巷街、米街今合稱新美街），舊名僅作一般稱呼，不具戶籍上意義。仍保留舊名者僅有大埔街、宮後街等孤例。

## 列表
- 岳帝廟街
- 大人廟街
- 祝三多街：現為東門路一段的一部分，因祝三多廟而得名[2]:178。其範圍大約是從鐵路以東到彌陀寺西側20公尺處，東接龍泉井街[2]:178。
- 龍泉井街：現為東門路一段的一部分，因龍泉井廟而得名[2]:178。西接祝三多街，東接聖公廟街[2]:181。
- 聖公廟街
- 大東門街
- 西竹圍街
- 崙仔頂街
- 亭仔腳街
- 油行尾街
- 仁厚境街
- 大埔街
- 七良境街
- 公界內街
- 考棚口街
- 府西巷街
- 嶺前街
- 嶺後街
- 牛磨巷街
- 元會境街
- 戲台後街
- 辜婦媽街
- 二老口街
- 經廳口街
- 重慶寺街
- 中巷街
- 安海街
- 關帝廳街
- 王提塘街
- 東轅門街
- 磚雅橋街
- 總趕宮街
- 福安宮街
- 良皇宮街
- 下太子街
- 大南門街
- 馬兵營境街
- 檨仔林街
- 柱仔街
- 清水寺街
- 馬公廟街
- 五帝廟街
- 做蔑街
- 西轅門街
- 草仔寮街
- 開仙宮街
- 保西宮街
- 內新街
- 三界壇街
- 牛屎埕街
- 龍王廟街
- 頂打石街
- 十三舖街
- 內關帝街
- 萬福庵街
- 打銀街
- 上橫街
- 佛祖廟街
- 帆寮街
- 下打石街
- 統領巷街
- 下大埕街
- 下橫後街
- 下橫前街
- 武廟街
- 利源巷街
- 帽仔街
- 大井頭街
- 內南河街
- 內宮後街
- 武館街
- 竹仔街
- 大媽祖街
- 抽簽巷街
- 范進士街
- 三四街
- 赤崁樓街
- 三元巷街
- 五全街
- 小上帝街
- 縣口尾街
- 小媽祖街
- 米街
- 內媽祖港街
- 枋橋頭前街
- 枋橋頭後街
- 打鐵街
- 做針街
- 鞋街
- 天公埕街
- 大平境街
- 草花街
- 陳子芳街
- 番薯崎街
- 新店尾街
- 大北門街
- 竹巷口街
- 玉皇宮街
- 雲霄街
- 總爺街
- 天池底街
- 安祿街
- 觀音亭街
- 廣慈庵街
- 三老爺宮街
- 鴨母寮街
- 大銃街
- 小東門街
- 市仔頭街
- 竹仔行街
- 外宮後街
- 南勢街
- 頂南河街
- 箍桶街
- 下南河街
- 打粽街
- 頂看西街
- 下看西街
- 風神廟街
- 無尾巷街
- 土地公口街
- 番薯巷街
- 十門巷街
- 松仔腳街
- 鎮渡頭街
- 安海港街
- 海安宮街
- 外新街
- 牛磨後街
- 東巷街
- 西巷街
- 小西門外街
- 魚行口街
- 中頭腳街
- 南頭腳街
- 北頭腳街
- 王宮東街
- 小西松仔腳街
- 城邊街
- 水仙宮邊街
- 外關帝港街
- 外關帝港橫街
- 外媽祖港街
- 外王宮港街
- 頂粗糠街
- 大粗糠崎街
- 杉行街
- 仁和街
- 普濟殿街
- 磚仔塘街
- 牛墟堀街
- 十八洞街
- 試經口街
- 大廠口街
- 聖君廟街
- 北勢街
- 北勢橫街
- 藥王街
- 佛頭港街
- 金瀛街
- 媽祖樓街
- 看南埕街
- 新港墘街
- 老古石街
- 中街
- 金安宮街：因四聯境金安宮而得名，是指老古石集福宮前的巷道（信義街108巷）與金安宮前的巷道（忠孝街93巷）周邊的區域[3]:140[4]:201。
- 草寮後街
- 後樓仔街
- 土岸尾街
- 板店街